# Beyond the Astral Skies
Beyond the Astral Skies es el tercer y último álbum de estudio de la banda alemana de hard rock y heavy metal Electric Sun, publicado en 1985 por EMI Music. Para su grabación, y a diferencia de sus anteriores producciones, Uli Jon Roth decidió contratar a varios músicos entre ellos un cantante, su hermano Zeno y Clive Bunker, baterista de Jethro Tull, con objetivo de crear un sonido más fino.

## Lista de canciones
Todas las canciones escritas por Uli Jon Roth.

| N.º | Título                       | Duración |  |
| 1.  | «The Night the Master Comes» | 4:16     |  |
| 2.  | «What is Love?»              | 3:24     |  |
| 3.  | «Why?»                       | 4:51     |  |
| 4.  | «I'll Be There»              | 5:02     |  |
| 5.  | «Return (Chant of Angels)»   | 3:27     |  |
| 6.  | «Icebreaker»                 | 2:39     |  |
| 7.  | «I'm a River»                | 4:45     |  |
| 8.  | «Angel of Peace»             | 3:43     |  |
| 9.  | «Eleison»                    | 6:56     |  |
| 10. | «Son of Sky»                 | 2:21     |  |

## Músicos
- Uli Jon Roth: voz, guitarra, teclados, bajo y coros
- Michael Flechsig: voz líder en las canciones 2, 6, 9 y 10, y coros adicionales
- Ule Ritgen: bajo y coros
- Clive Bunker: batería y timbal de concierto
- Robert Curtis: violín y viola
- Nicky Moore, Elizabeth Mackenzie, Jenni Evans, Dorothy Patterson, Rainer Przywara y Zeno Roth: coros adicionales